# Nikola Špelić
Nikola Špelić (Zagreb, 27. ožujka 1991.), hrvatski reprezentativni rukometaš
Igrač Siscije i PPD Zagreba. Inozemni angažman našao u slovenskom Mariboru.
S mladom reprezentacijom 2009. osvojio je zlato na svjetskom prvenstvu.  Hrvatska mlada reprezentacija za taj uspjeh dobila je Nagradu Dražen Petrović.